# دکتر محمد مصدق: آسیب‌شناسی یک شکست
دکتر محمد مصدق: آسیب‌شناسی یک شکست، یک کتاب از علی میرفطروس‌ است.

## واکنش‌ها
میرفطروس در سال‌های اخیر به علت انتشار این اثر به نقد کشیده شد، اثری که به گفتگوهای بسیاری میان منتقدان و موافقان دامن زد. او در مقدمه کتاب آسیب‌شناسی یک شکست می‌نویسد:
ما میراث‌خوارِ یک تاریخ عَصَبی و عصبانی هستیم و چه بسا که حال و آینده را فدای این عَصَبیّتِ ویران‌ساز کرده‌ایم. تاریخ اجتماعی و سیاسی ایران – عموماً – بازتاب این عصبیت‌ها و عصبانیت‌هاست.

محمد امینی کتاب سوداگری با تاریخ را درپاسخ به این کتاب نوشته‌است.